# Marpessos
Marpessos war eine kleine antike griechische Stadt (oder Dorf) in der kleinasiatischen Landschaft Troas am Hellespont. Sie lag nahe bei Gergis am Ida-Gebirge, in der Region um das heutige Intepe an den Dardanellen im Nordwesten der heutigen Türkei. Gelegentlich wird es in der antiken Literatur auch als Marmessos bezeichnet.
Im Altertum erhob Marpessos Anspruch darauf, der Sitz der kleinasiatischen Sibylle zu sein – im Streit mit der bedeutenderen Stadt Erythrai.